# La Platanera
La Platanera är en ort i Mexiko.   Den ligger i kommunen Culiacán och delstaten Sinaloa, i den västra delen av landet, 1 100 km nordväst om huvudstaden Mexico City. La Platanera ligger 21 meter över havet och antalet invånare är 258.
Terrängen runt La Platanera är platt. Runt La Platanera är det ganska tätbefolkat, med 155 invånare per kvadratkilometer. Närmaste större samhälle är Culiacán, 20,0 km öster om La Platanera. Trakten runt La Platanera består till största delen av jordbruksmark.